# Heliocarya
- Commons
- Wikispecies

Heliocarya é um gênero de plantas pertencente à família Boraginaceae.